# Элбакян, Артур Абетович
Артур Абетович Элбакян (арм. Արթուր Հաբեթի Էլբակյան; род. 10 февраля 1961, Ереван) — актёр, режиссёр театра, кино и телевидения, телеведущий, продюсер.

## Биография
Со школьных лет серьёзно занимался футболом и вскоре получил приглашение в молодёжную сборную Армении, но травма и случай в корне поменяли выбор профессии. Встреча с народным артистом СССР, художественным руководителем Государственного Академического Театра им. Г. Сундукяна Р. Капланяном стала поворотным событием в жизни Артура Элбакяна — он был приглашён учиться на второй курс студии при театре им. Г.Сундукяна в мастерскую Народного артиста СССР Хорена Абрамяна (педагог Николай Цатурян). Окончил учёбу в 1980 г., сыграв в дипломной работе главную роль Зимзимова в пьесе Г. Сундукяна «Пэпо». В 1980—1982 гг. — актёр Государственного академического театра им. Г. Сундукяна, в 1982—1984 гг. — актёр Ереванского молодёжного экспериментального театра, в 1984—1990 гг. — ведущий актёр Театра юного зрителя. В 1985 — 1990 годы участвовал в телевизионных постановках.
В 1985 был делегатом XII Всемирного фестиваля молодёжи и студентов в Москве; в день открытия фестиваля нёс флаг Армении.
В 1991 году окончил режиссёрский факультет Ереванского художественно-театрального института (мастерская профессора Рафаэля Джрбашяна) по специальности «режиссёр театра и кино».
В 1990 году основал собственный Театр «13», был его главным режиссёром и директором (1990—1993). На открытии Театра «13» присутствовал первый президент Армении Левон Тер-Петросян.
В 1993—1995 годах создал и вёл на Национальном телевидении Армении авторские передачи «Его величество театр» и «Встречи» — встречи с знаменитыми артистам, режиссёрами, политиками в семейном кругу.
В 1995—1996 годах вместе с Народными артистами Армении Владимиром Мсряном, Левоном Тухикяном и Гужем Манукяном создал фонд «Театр». В 1996 году создал первый независимый телеканал Армении «Ар», до 2000 года был его директором и вице-президентом, а также автором и ведущим нескольких программ.
В 1998—1999 годах — генеральный продюсер юмористической радиостанции «Армянское радио» в Москве (Останкино). В 1998—2000 годах — собственный корреспондент Национального телевидения Армении в России; создал цикл передач о России и о жизни армянской диаспоры в России.
В 2002—2005 годах — консультант-советник «London & Regional Properties» в России и СНГ.
С 2005 года снимает фильмы о разных странах и городах — «Израиль», «США», «Италия», «Лондон», «Париж», «Барселона» и т. д.
Член Союза театральных деятелей Республики Армения с 1986 года.

## Творчество

### Роли в театре
Ереванский художественно-театральный институт
- «В век лунохода» С. Стратиев — перевод пьесы, постановка спектакля, художественное оформление
- «Ченчи» П. Шелли — постановка спектакля, художественное оформление

Государственный академический театр им. Г. Сундукяна
- «Приключения Буратино» (режиссёры Владимир Кочарян, А. Элбакян — Буратино
- «Будьте здоровы» Пьера Шено (режиссёр Марат Симонян) — Мсье Бли

Ереванский молодёжный экспериментальный театр
- «Каменный гость» А. С. Пушкина (режиссёр Артур Саакян) — Дон Жуан
- «Скупой» А. С. Пушкина (режиссёр Артур Саакян) — Альбер
- «Счастливый конец» (сказка; режиссёр Артур Саакян) — Принц
- «Плуфт» (режиссёр Артур Саакян) — Самсон

Театр юного зрителя
- «Овод» по роману Э. Войнич (режиссёр Грачья Ашугян) — Артур
- «Разбойники» Шиллера (режиссёр Григор Мкртчян) — Карл Моор
- «Много шума из ничего» У. Шекспира (режиссёр Ерванд Казанчян) — Клаудио
- «История одного города» по повести М. Салтыкова-Щедрина (режиссёр Ерванд Казанчян) — Городничий
- «Вопрос хлеба» П. Прошяна (режиссёр Ерванд Казанчян) — Смбат
- «Егици еркир» В. Мовсисяна (режиссёр Ерванд Казанчян) — Индзак
- «За чёрной горой» Р. Аветисяна (режиссёр Арсен Варданян) — Смбат
- «На горящей палубе» Х. Луйка (режиссёр Арсен Варданян) — Ааду
- «Брнкум» Б. Бабаяна (режиссёр Арсен Варданян) — Айк
- «Мать» по роману М. Горького (режиссёр Крупницкий) — Павел Власов
- «Белоснежка и семь гномов» по сказке братьев Гримм (режиссёр Арсен Варданян) — Палач
- «Дон Кихот» по роману М. Сервантеса (режиссёр Нарек Дурян) — Сансон
- «Собрание мышей» Х. Апера (режиссёр Ерванд Казанчян) — Змбе
- «Ромео и Джульета» У. Шекспира (режиссёр Гамлет Оганесян) — Бенволио
- «Начало» М. Мариносяна (режиссёр Марат Мариносян) — Самвел

Театр «13»
- «Святые грешники» М. Пчакчяна — Судья
- «Тётушка Чарлея» Т. Брандона — Тётушка
- «Храбрый Назар» Д. Демирчяна — Тамада

### Роли в телевизионных постановках
- «Хрустальное сердце» (режиссёр Г. Аракелян) — Палач
- «Мандат» Н. Эрдмана (режиссёр Т. Битюцкая-Элибекян) — Автоном
- «Швейк» по роману Я. Гашека (телеспектакль включён в золотой фонд телевидения Армении) — Я. Гашек
- «Телевизионные миниатюры» (режиссёр Г. Казарян).

### Театр «13»
Поставил спектакли:
- «Святые грешники» М. Пчакчяна (также и художественное оформление)
- «Охота на крыс» П. Туррини (также художественное и музыкальное оформление, перевод пьесы)
- «Тётушка Чарлея» Т. Брандона
- «Храбрый Назар» Д. Демирчяна.

Театр был почётным гостем фестиваля «Актёрские звезды России» (Воронеж, 1991), на котором учредил приз «Лучший актёр фестиваля». А. Элбакян вручил приз Народному артисту СССР Михаилу Ульянову.

### Телевидение
Программы «Его величество театр», «Встречи»
Среди гостей были такие звёздные пары, как Грачья Арутюнян и Сюзан Маркарян, Тигран Нерсисян и Нелли Херанян, Ашот и Мелания Казаряны, Хорен Абрамян и Гоар Галстян, Тигран Левонян и Гоар Гаспарян, а также политики Акоп Мовсес, Юрий Бахшян, Зураб Жвания, первый президент Армении Левон Тер-Петросян, футболист Оганнес Заназанян, драматург Мовсес Пчакчян, тележурналист Роберт Мависакалян, епископ Езрас (Нерсисян) (Духовная и культурная жизнь армян в Санкт-Петербурге).
Телекомпания «Ар»
- Программа «В пятницу ночью мне не до сна» — Среди гостей программы были звёзды российской эстрады Дмитрий Маликов, Влад Сташевский, второй президент Армении Роберт Кочарян, чемпионы КВН Новые армяне, а также заслуженный деятель искусств Армении Ара Ернджакян, певцы Нуне Есаян, Шушан Петросян, актёр Грант Тохатян, Форш, Надежда Саргсян, актриса Лала Мнацаканян, бывший министр культуры Армении и посол Армении в России Армен Смбатян, пресс-секретарь и помощник первого президента Армении Левон Зурабян, футболист Хорен Оганесян, бывший вице-спикер Армении Ара Саакян и многие другие — всего свыше 50 гостей.
- Автор и ведущий программы «Свидание» — Среди гостей программы были Любовь Успенская, Лайма Вайкуле, Валерий Леонтьев, Маша Распутина, Леонид Агутин, Анжелика Варум, Лариса Долина, Армен Джигарханян, Никита Симонян, Линда, Сосо Павлиашвили, Владимир Перетурин, Давид Кипиани, Валерий Лобановский, группы Руки Вверх, Блестящие, На-на, Иванушки, политики Егор Гайдар, Владимир Жириновский, Александр Лебедь, академик Святослав Фёдоров, пловец Шаварш Карапетян, писатель-публицист Зорий Балаян. В эфир вышло свыше 35.

Автор и режиссёр программ и передач:
- «Как-то раз» — программа, в которой гости рассказывали забавные истории из своей жизни.
- «Ар-Суббота», «Ар-Воскресенье».
- «Анекдоты».
- футбольные передачи (игры сборной команды Армении по футболу, кубка СНГ; обзор и анализ Лиги чемпионов); выступал также комментатором.

## Награды и признание
- премия ВЛКСМ (1985)
- дипломы «За творческий поиск» и «Лучший режиссёр» фестиваля молодых театров (Санкт-Петербург, 1990)
- премия «За лучшую режиссерскую работу», спектакль «Тётушка Чарлея» на Всесоюзном театральном фестивале (Воронеж, 1991)